# Икуо Такахара
Икуо Такахара (јап. 高原 郁夫; 14. октобар 1957) јапански је фудбалер.

## Каријера
Током каријере је играо за Мицубиши.

## Репрезентација
За репрезентацију Јапана дебитовао је 1980. године. За тај тим је одиграо 4 утакмице и постигао 2 гола.

## Статистика
| Јапан  | Јапан   | Јапан  |
| Година | Наступи | Голови |
| ------ | ------- | ------ |
| 1980.  | 4       | 2      |
| Укупно | 4       | 2      |